# Kabuto

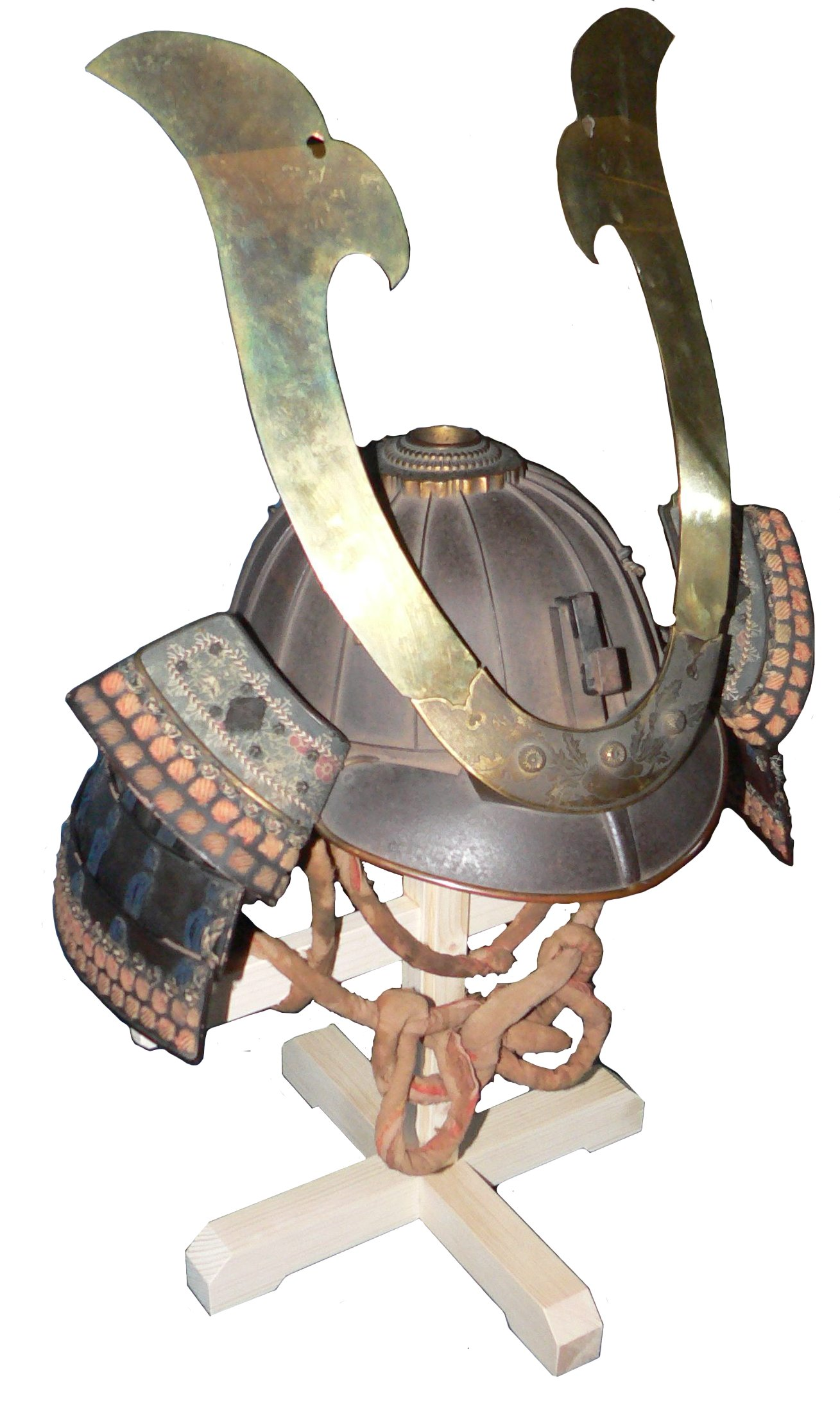
Kabuto

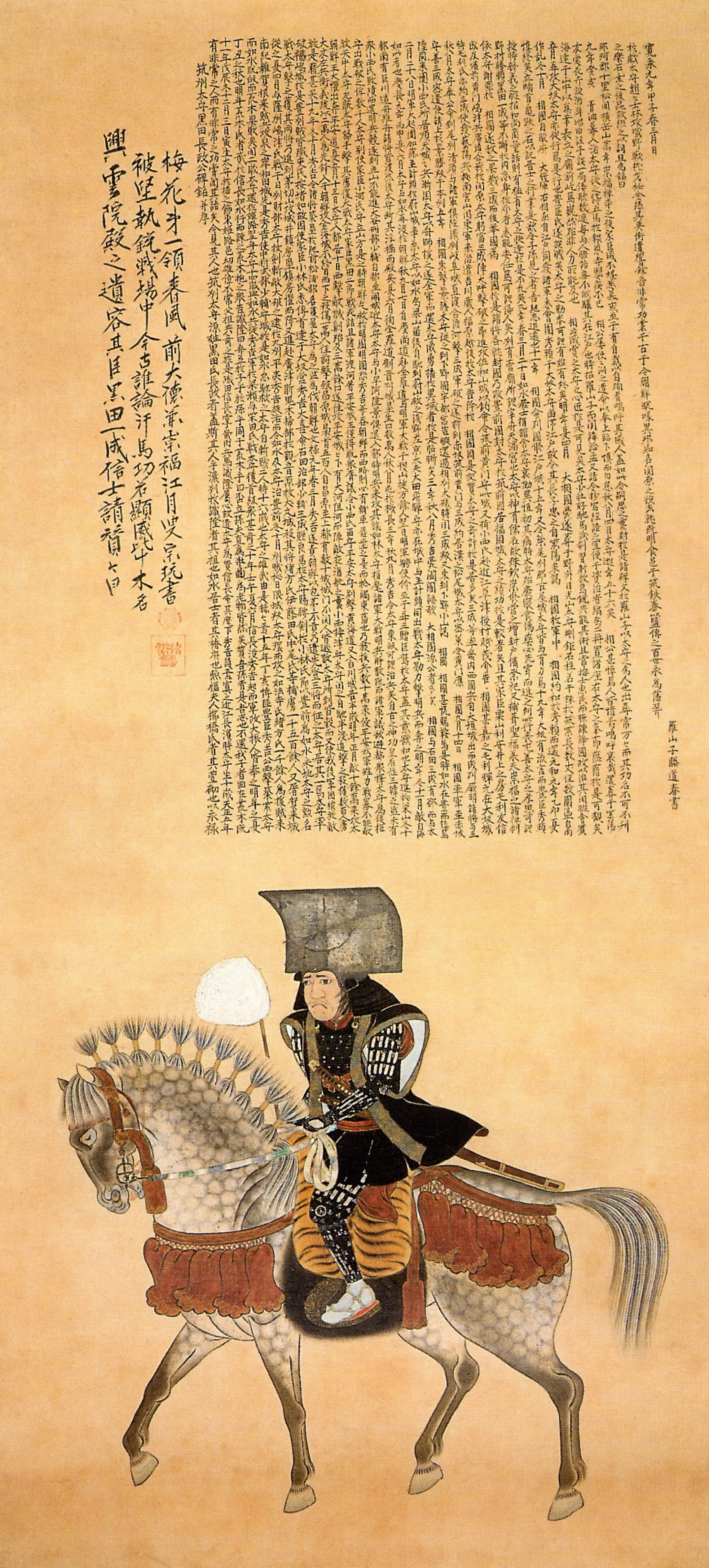
Kuroda Nagamasa

Kabuto (jap.兜) és el nom que reben els cascos que portaven els guerrers japonesos, els samurais, amb la seva armadura (yoroi). Hi ha diferents tipus de kabuto, amb noms derivats, segons els materials utilitzats o la forma en què es construeixen. Generalment es veuen com a kabuto els cascos grans i ornamentats que es veuen a les pel·lícules i fotografies als mitjans de comunicació i a la literatura.

## Descripció
A la zona del front, el casc té una part mitjana especialment reforçada per protegir la zona del front i la corona, un dels objectius tradicionals de l'armament clàssic japonès, plaques o cota de malla protegeixen l'esquena i els costats del coll i el coll i els ornaments i la decoració del casc (Maedate ) indiquen l'afiliació al clan del portador. Depenent del tipus de casc, la màscara de Mempō s'utilitzava sovint per a la zona facial, que pretenia protegir la cara en part, però també per intimidar l'oponent.
El kabuto s'elaborava sovint amb una cavitat de cuir coberta amb diverses capes de metall. Altres versions consistien en una armadura de malla o placa, de vegades una barreja d'ambdues, subjecta a una caputxa de tela per a un encoixinat addicional. Al camp de batalla, no només servien per protegir el portador, sinó que també tenien un caràcter representatiu, és a dir, mostraven el poder i l'estatus del portador. Per aquesta raó, es van fer molts tipus diferents d'espècimens ornamentats i elaboradament decorats de kabuto, especialment durant els períodes Heian i Kamakura.
El gran pes d'un kabuto va provocar l'aparició d'algunes tècniques de combat cos a cos a les arts marcials japoneses. El coll de l'oponent es va trencar mitjançant un cop dirigit sota la mandíbula i amb l'elevat pes que havia de portar el cap.

## Influència cultural
El kabuto era una part especialment conspícua i important de l'equipament d'un bushi (guerrer en japonès), fins i tot a un nivell simbòlic exagerat. Això explica la multitud de frases i proverbis encunyats pel kabuto. Aquests són alguns exemples:
- Katte kabuto no oo shimeyo. (勝って兜の緒を締めよ。 ): Literalment alguna cosa com: "Estrènyeu la corda del kabuto després d'una victòria. Així que amb el significat que no hauríeu de deixar de banda els vostres esforços després d'un èxit. L'equivalent alemany podria ser "no et descansis en els llorers".
- kabuto o nugu (兜を脱ぐ): literalment: "llevar-se el kabuto" que significa "renunciar".

- Katte kabuto no o o shimeyo. (勝って兜の緒を締めよ。): wörtlich etwa: „Zieh den Halteriemen des Kabuto fester nach einem Sieg.“ Also mit der Bedeutung, dass man in seinen Bemühungen nach einem Erfolg nicht nachlassen soll. Die deutsche Entsprechung ist vielleicht „sich nicht auf seinen Lorbeeren ausruhen“.
- kabuto o nugu (兜を脱ぐ): wörtlich etwa: „den Kabuto abnehmen“ mit der Bedeutung „aufgeben“.

Avui en dia, el kabuto i el yoroi més petit (el terme per a l'armadura completa) es venen com a objectes de col·lecció i ornaments. El dia 5 de maig es mostren en el " Festival dels joves " japonès per expressar l'esperança que tots els nens de la família creixin fins a ser un "guerrer" fort.

## Tipus
Chochin Kabuto
El kabuto chochin és una versió del kabuto que es pot plegar per al transport.
Eboshi Kabuto
L' Eboshi-Kabuto es basa en una gorra que porten els sacerdots xintoistes.
Han Buri Kabuto / Hachi Gane Kabuto
El Hanburi només protegeix la part superior i davantera del cap. També és plegable per al transport.
Hari Bashi Kabuto
El Hari Bashi Kabuto consta de tres a vuit plaques que formen la calota.
Hoshi Kabuto
Aquests cascs consisteixen en diverses plaques petites que s'uneixen per formar la calota. Les plaques estan subjectes amb reblons grans i cridaners, que també serveixen de decoració.
Kagi Bashi Kabuto
El gran casc més famos dels coneguts com Kabuto .
Kaji Kabuto
El kaji kabuto consisteix en una cúpula d'acer, semblant a l' hari bachi kabuto . A la vora del casc s'enganxa una mena de bergantí, que protegeix el cap i el coll.
Karuta Kabuto
El Karuta Kabuto consisteix en una barreja de malla i armadura de placa.
Kawari Kabuto
Kawari significa "forma inusual". Els cascos solen estar ricament decorats i no tenen la forma habitual del kabuto .
Koboshi Bashi Kabuto
Aquests cascs consisteixen en diverses plaques petites que s'uneixen per formar la calota. Les plaques estan subjectes amb reblons grans i cridaners, que també serveixen de decoració.
Momonari Kabuto
La forma del Momonari Kabuto ha estat adoptada a partir dels cascs europeus (Cabasset ).
Suji Bashi Kabuto
El Suji Bashi Kabuto consta de diverses (fins a 62) plaques individuals que formen la cúpula. Estan connectats amb reblons llimats plans.
Zunari Kabuto
El Zunari Kabuto consisteix en unes quantes plaques pesades que s'uneixen per formar un casc.

## Galeria

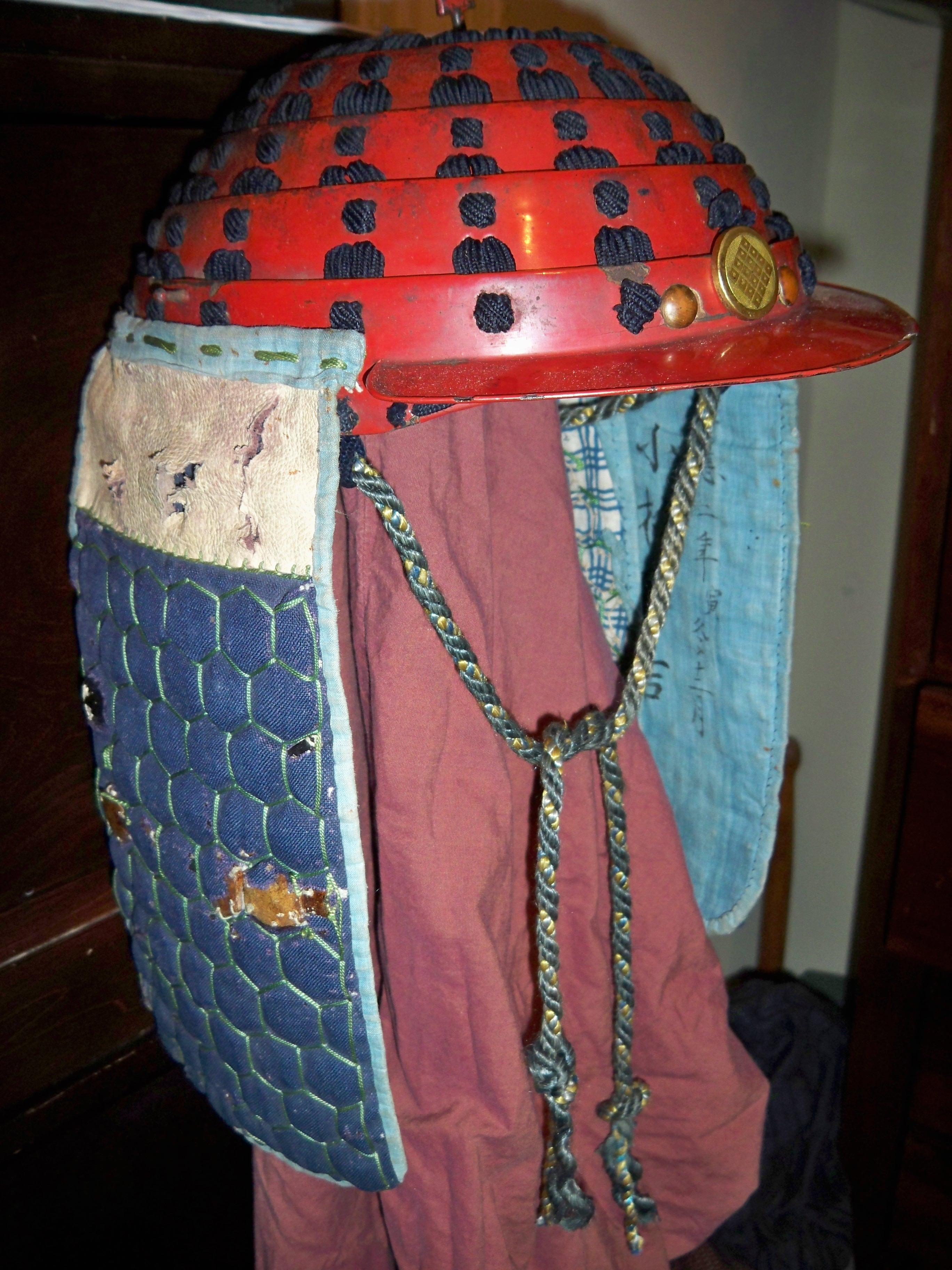
Chchin Kabuto
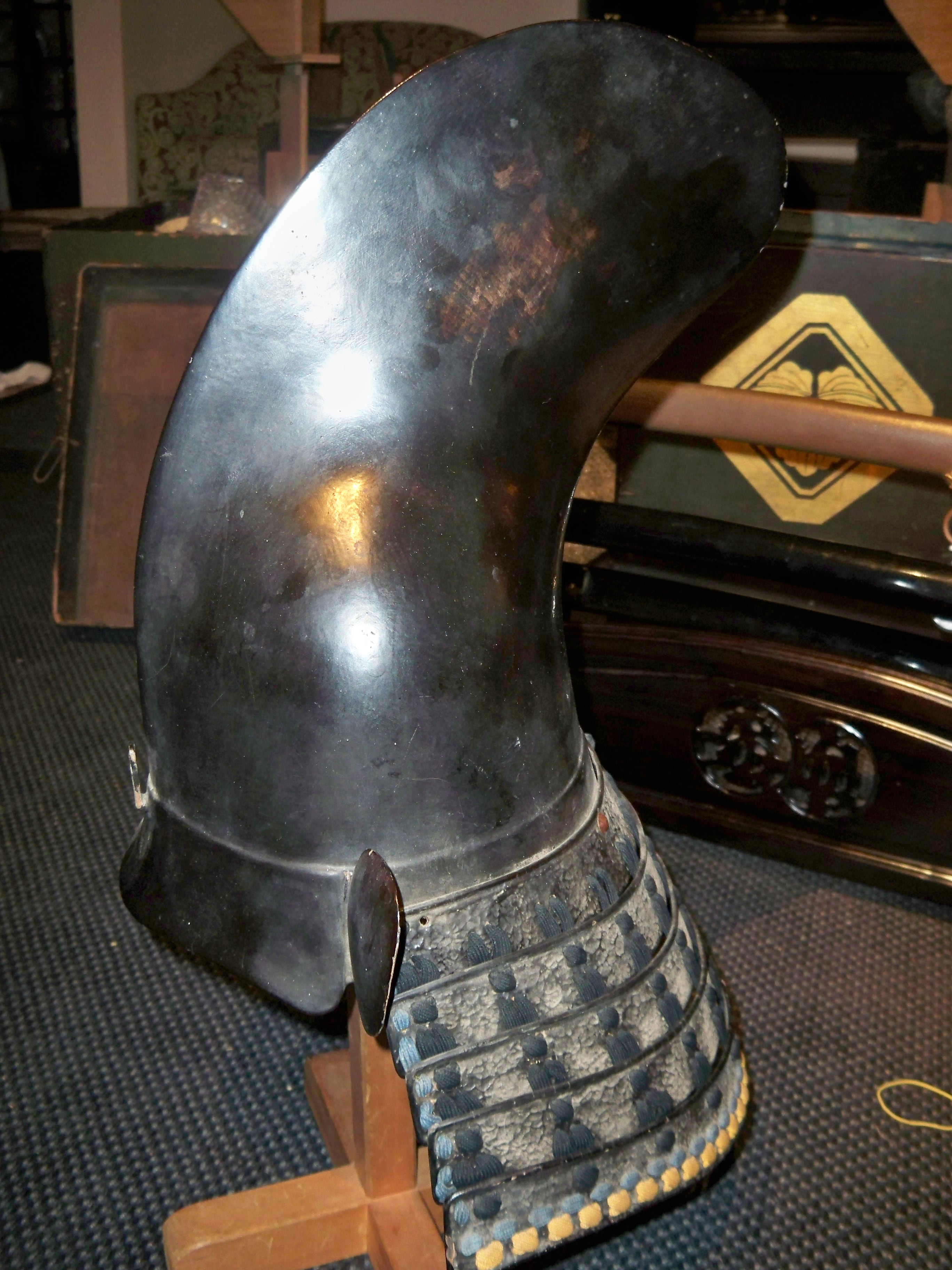
Eboshi Kabuto
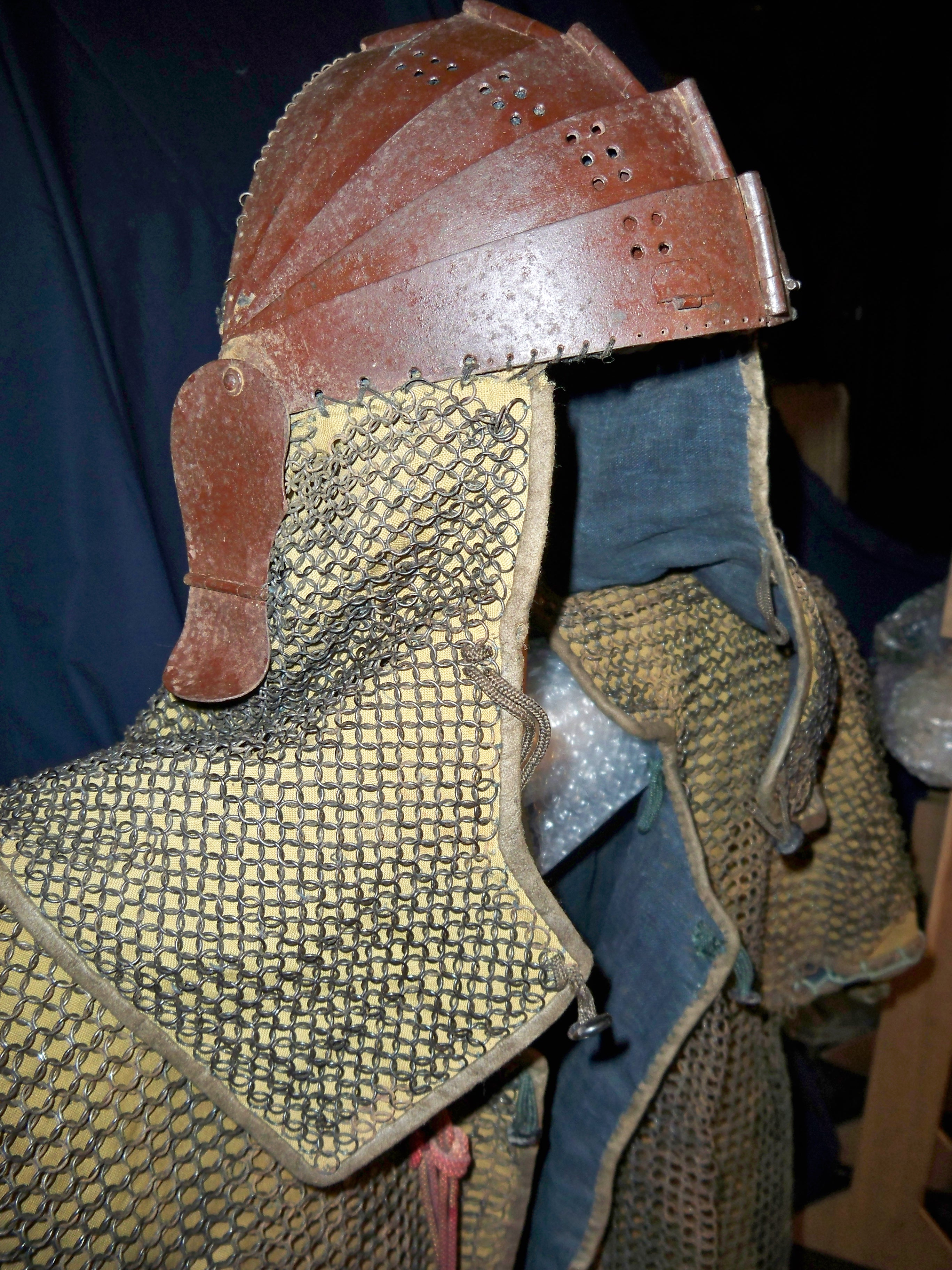
Hachi Gane Kabuto
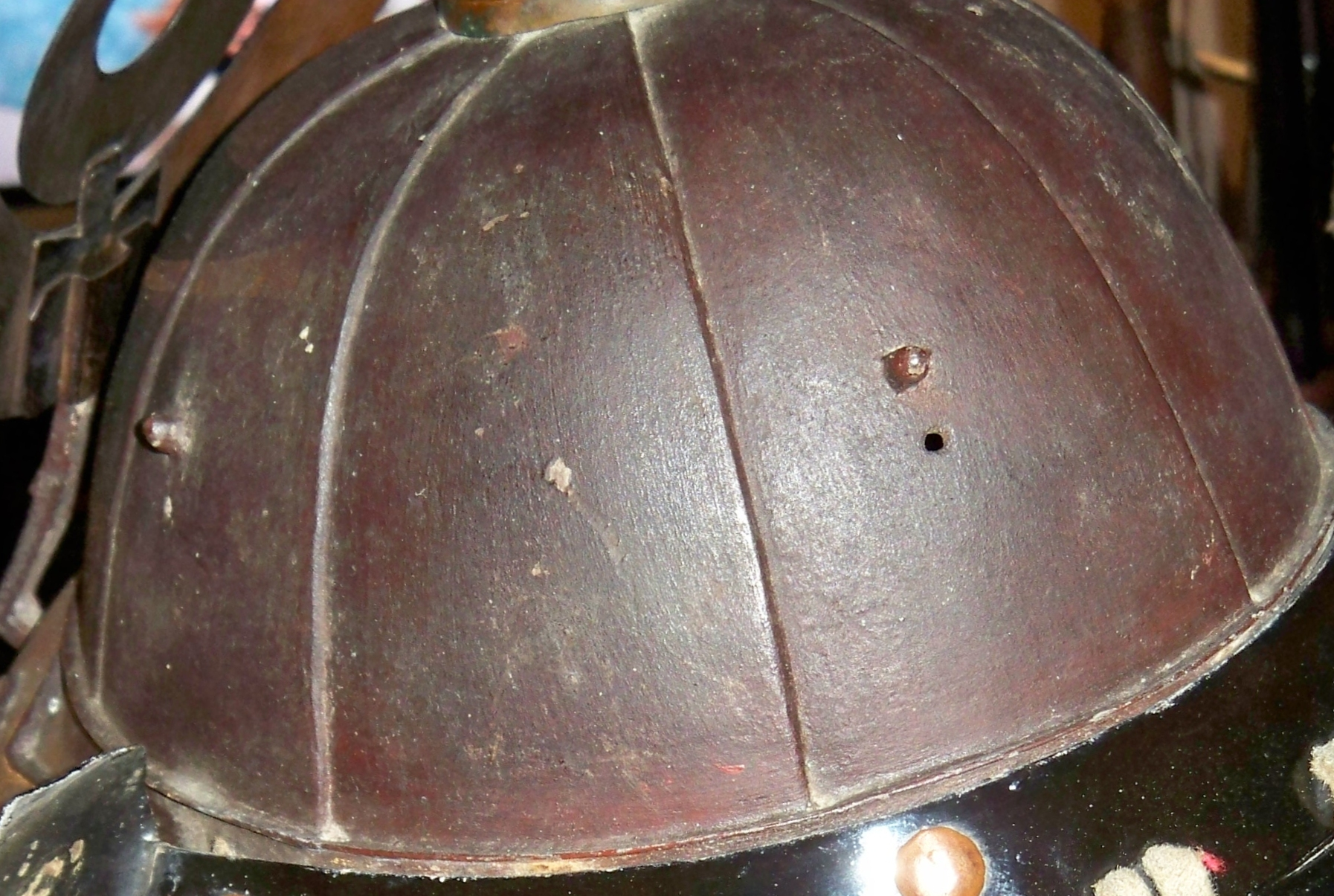
Hari Bashi Kabuto
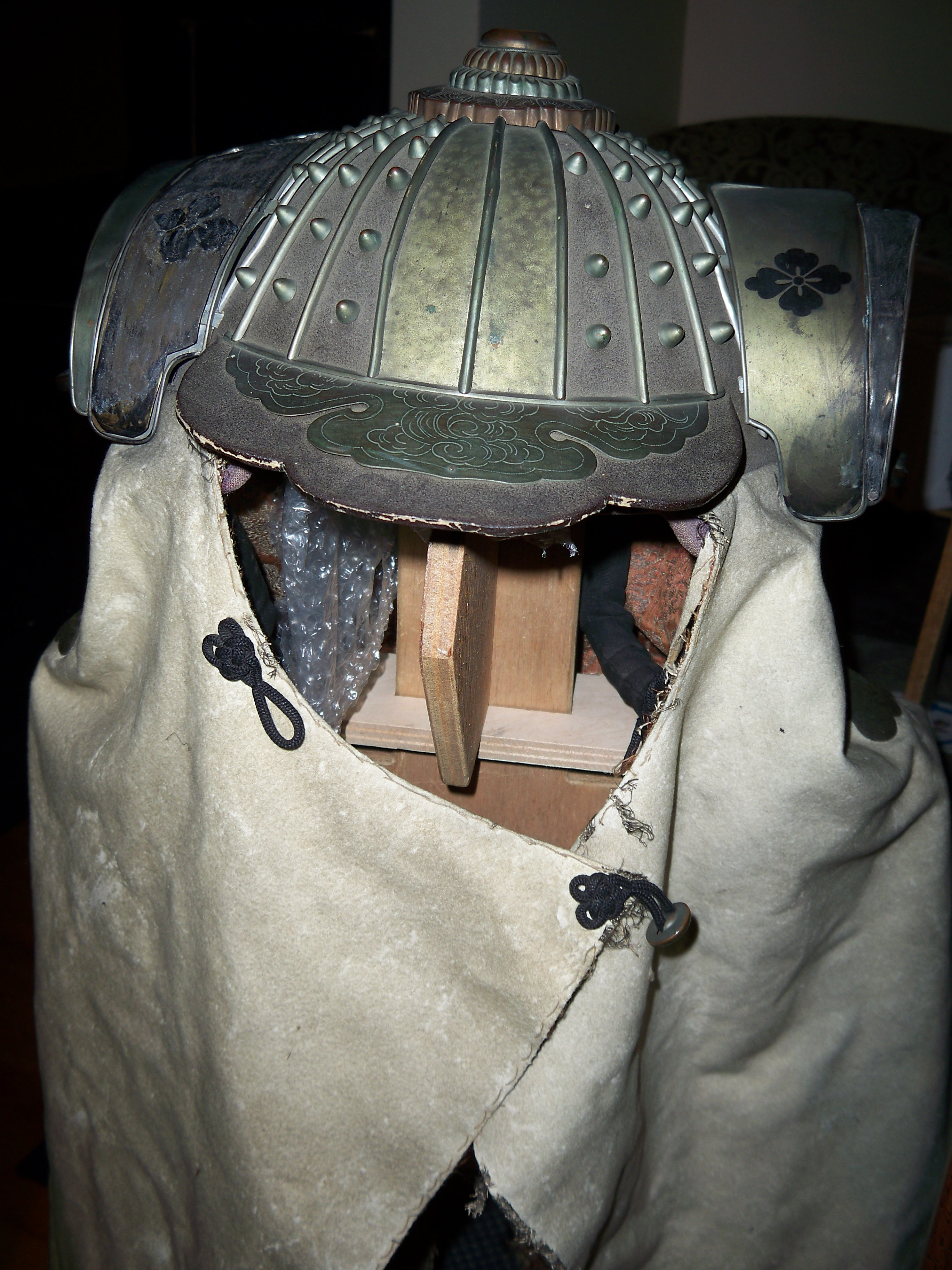
Kaji Kabuto
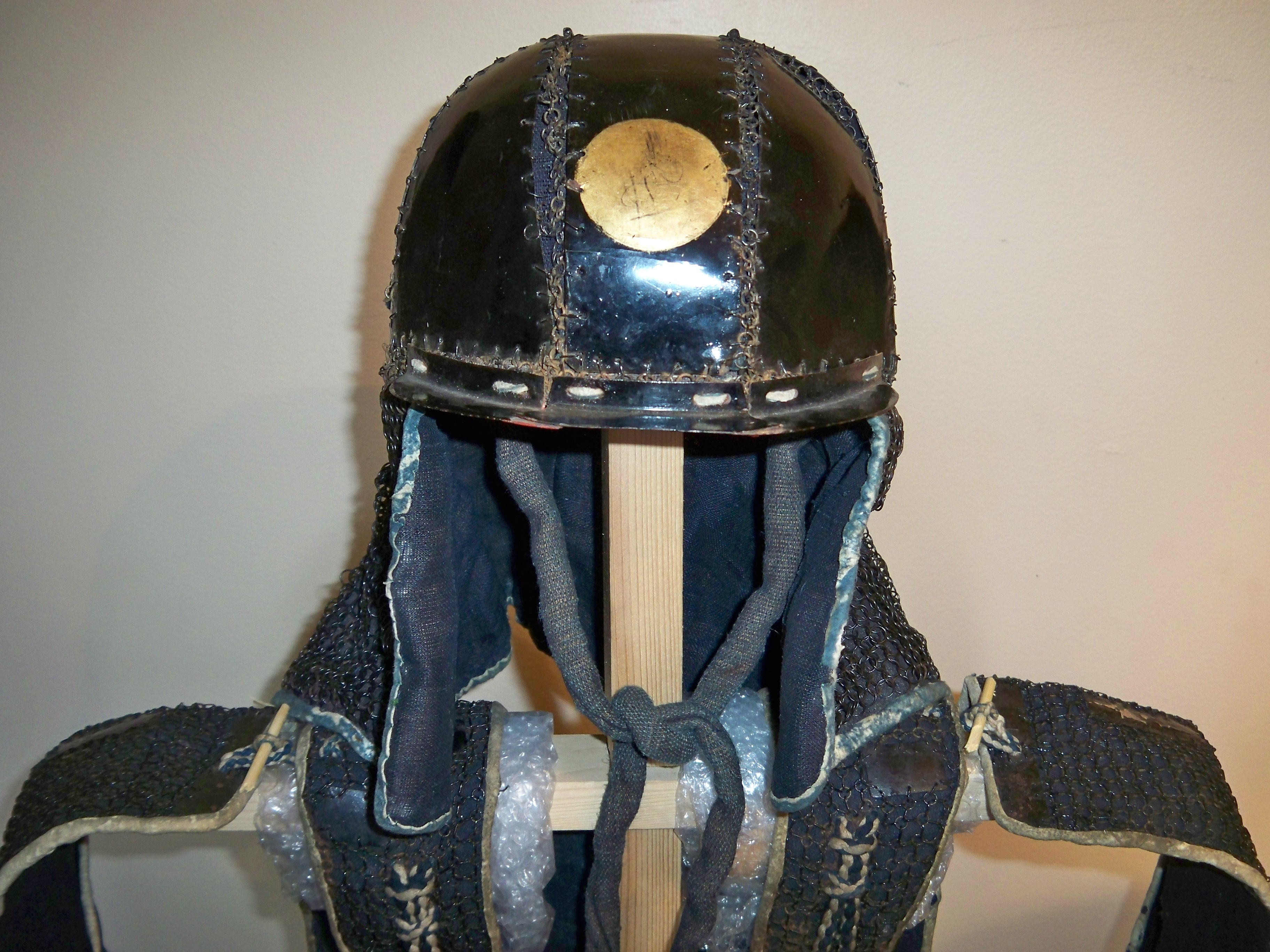
Karuta Kabuto
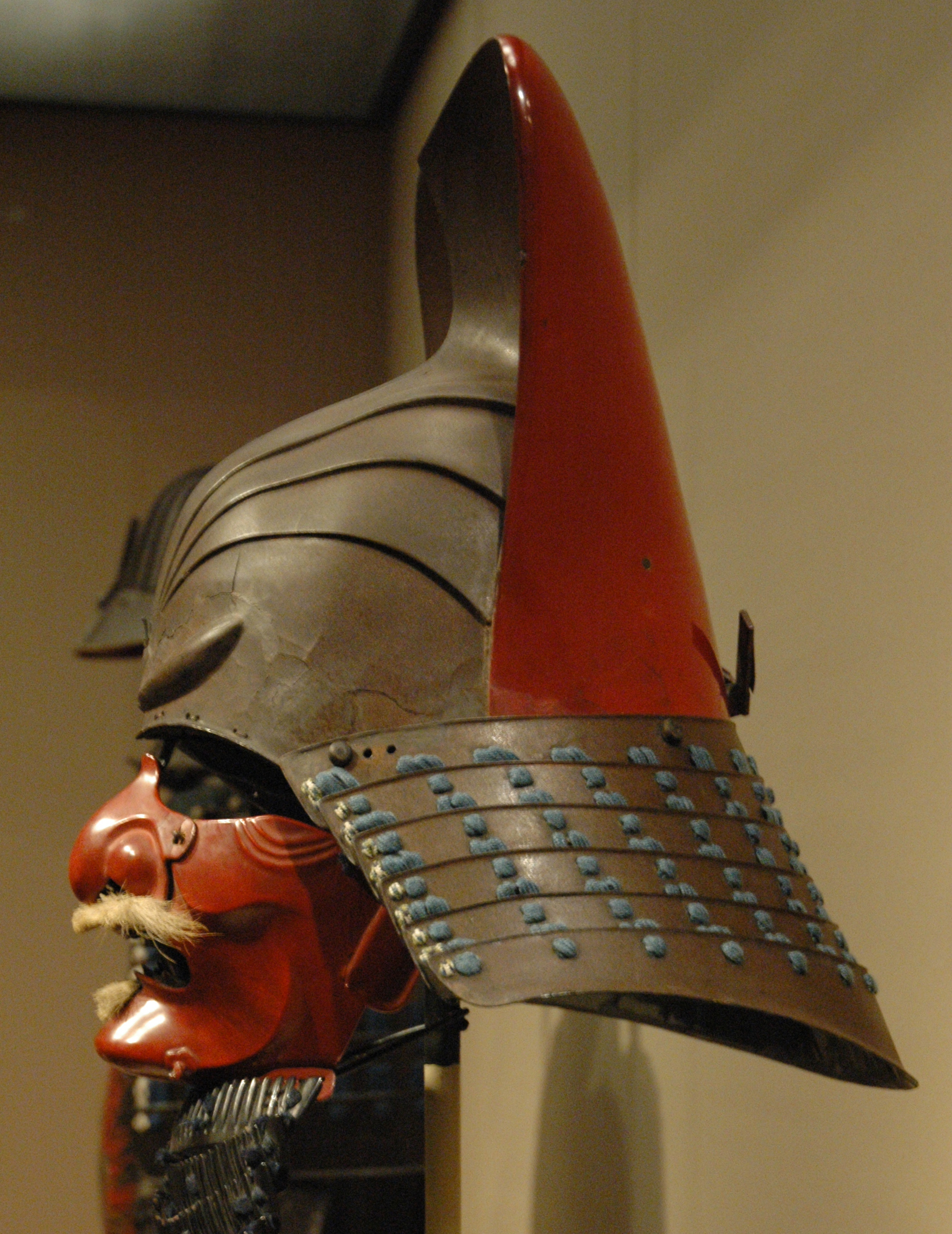
Kawari Kabuto
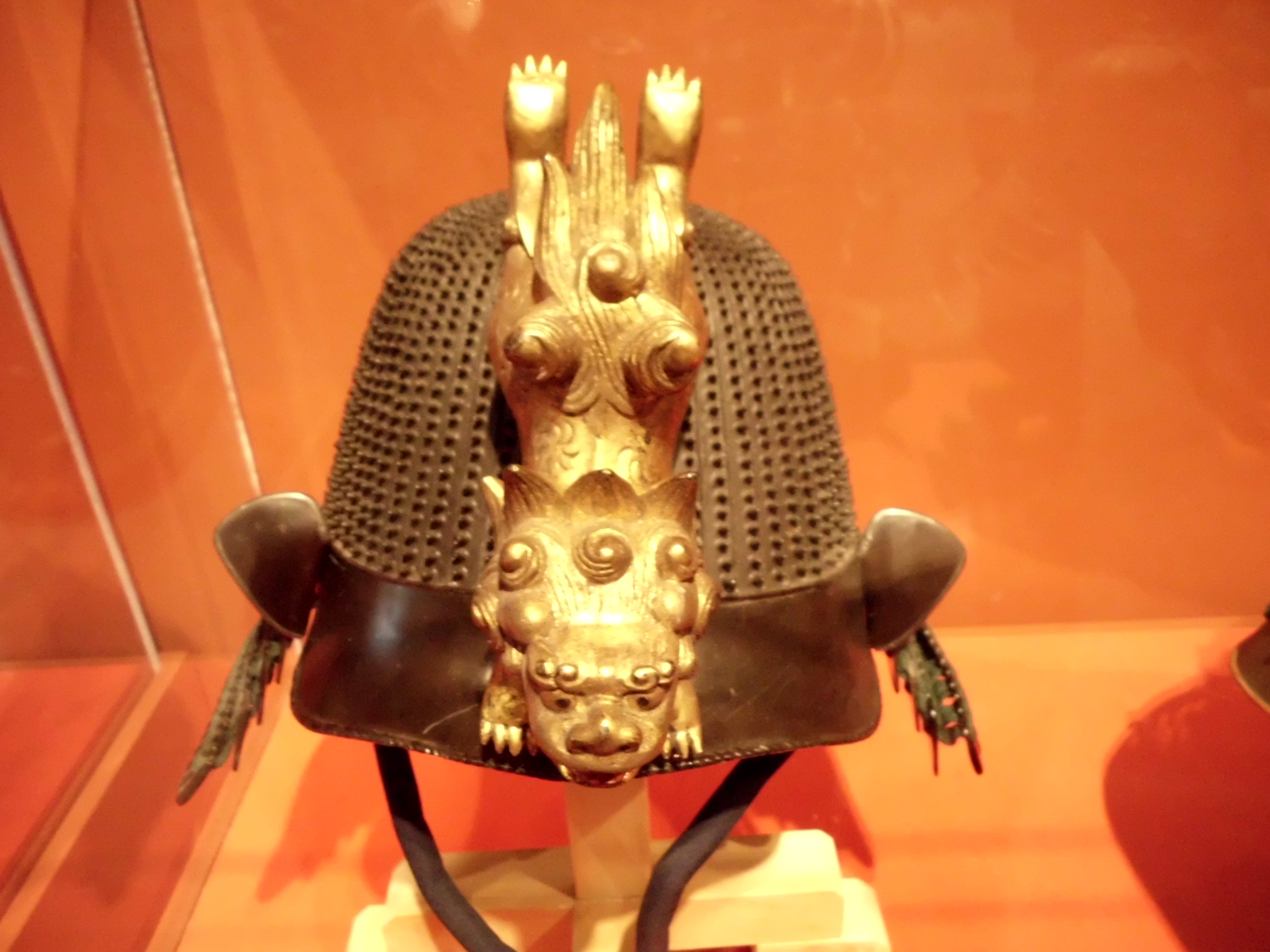
Ko Boshi Kabuto
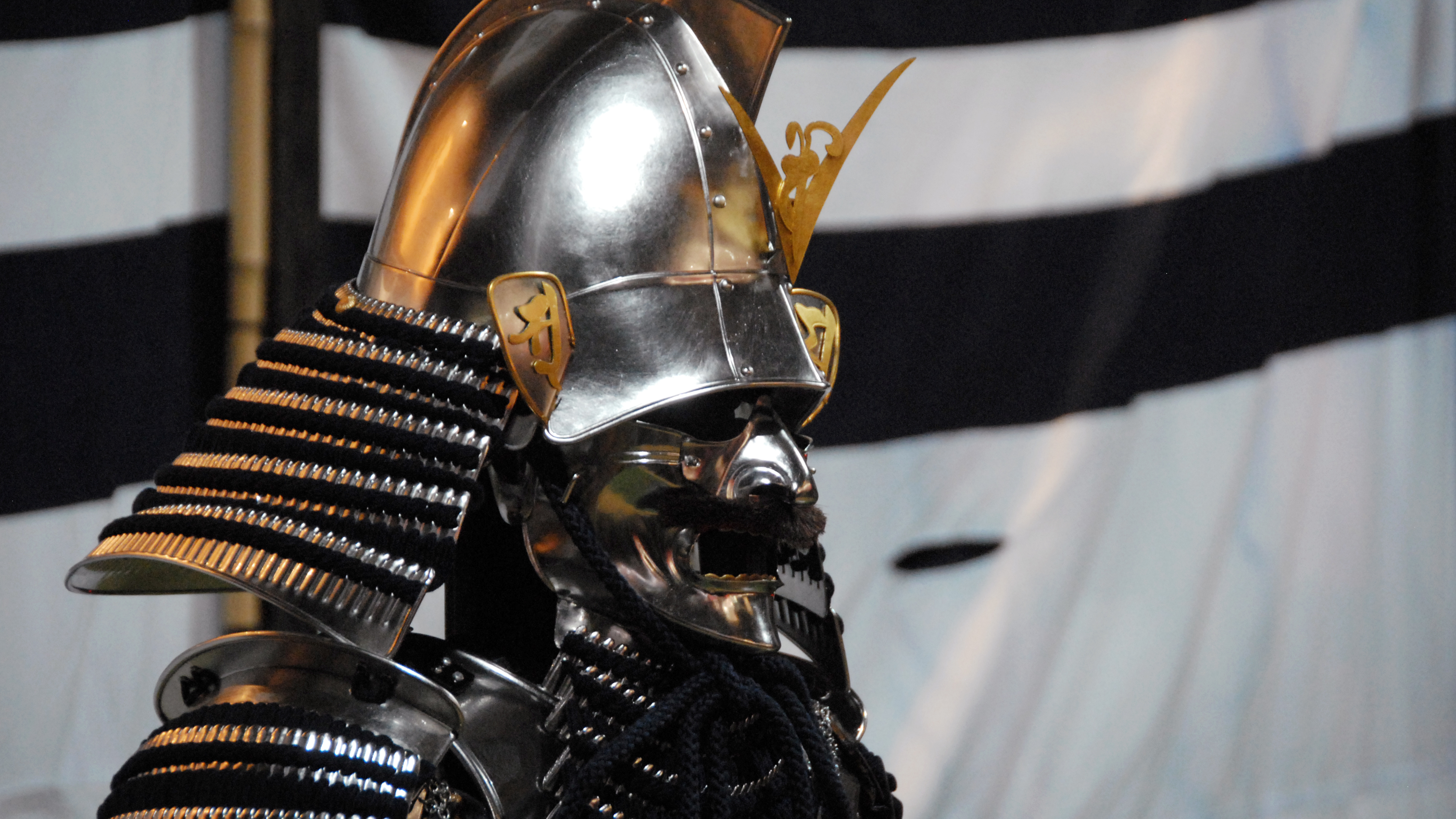
Momonari Kabuto
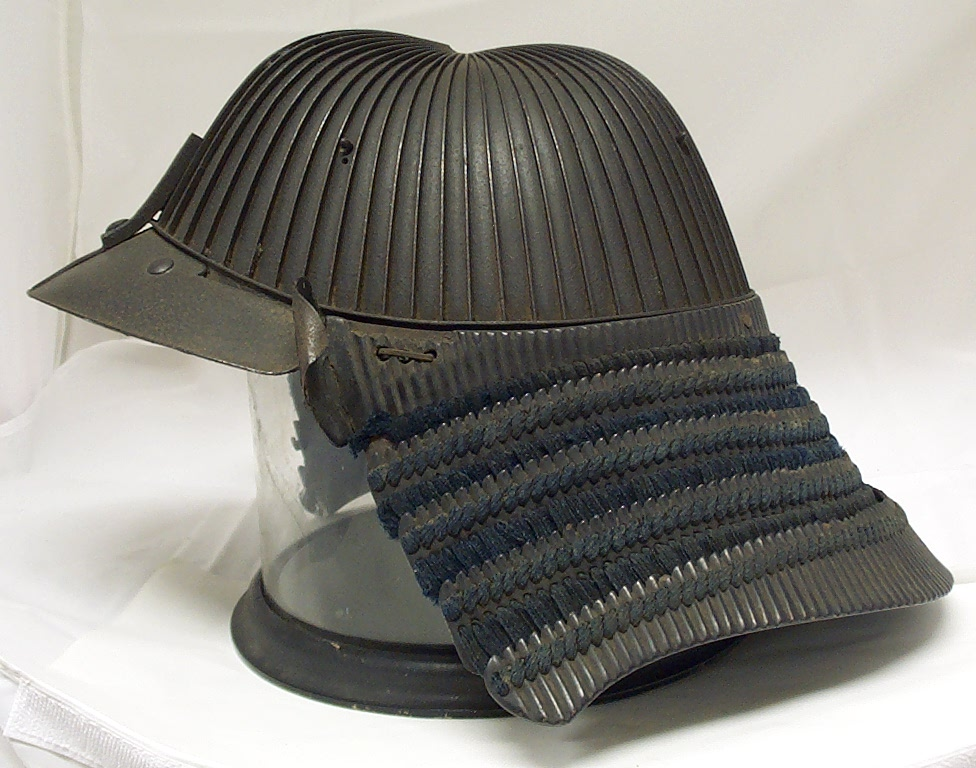
Suji Bachi Kabuto
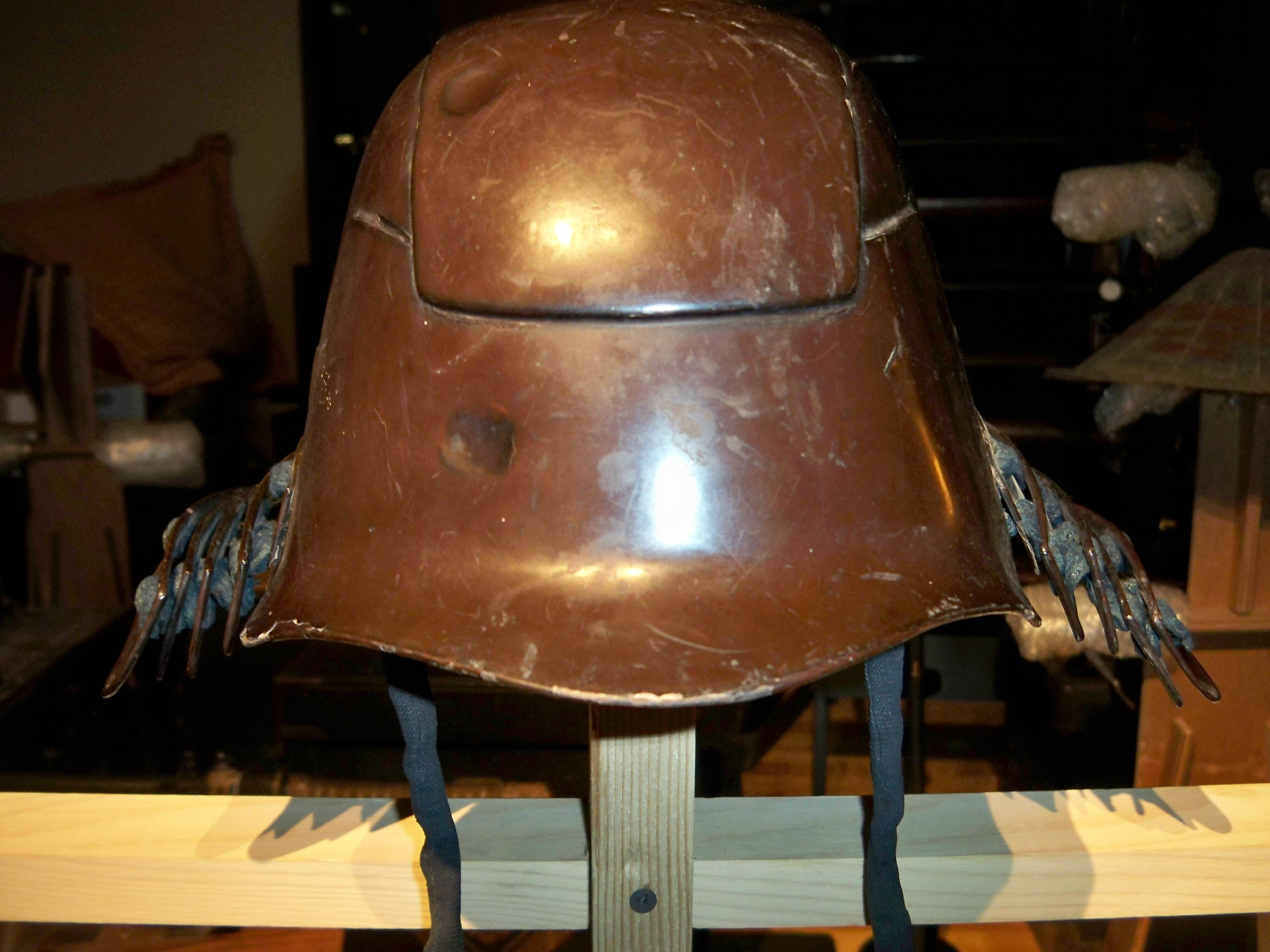
Zunari Kabuto